# Трояново (Смоленская область)
Трояново (Троянова Слобода) — бывшее село в составе Рославльского района Смоленской области (ныне не существует). Располагалось к северо-востоку от Рославля, на правом берегу Десны.
Упоминается с XVIII века (первоначальное название — Азарова Слобода, позднее Троянова Слобода). С 1861 по 1922 год являлось административным центром Трояновской волости Рославльского уезда.
В настоящее время территория села затоплена водами Десногорского водохранилища.